# NGC 4696
NGC 4696 is een elliptisch sterrenstelsel in het sterrenbeeld Centaur. Het hemelobject werd op 7 mei 1826 ontdekt door de Schotse astronoom James Dunlop.

## Synoniemen
- ESO 322-91
- MCG -7-26-51
- AM 1246-410
- DRCG 56-39
- DCL 242
- PGC 43296